# 國立高雄師範大學
國立高雄師範大學，簡稱高師大或高雄師大或高師，位於高雄市，共擁有燕巢與和平兩個校區，並設有國立高雄師範大學附屬高級中學，前身可追溯至1954年創立的臺灣省立高雄女子師範學校，為臺灣三所培育中學師資的師範大學之一。

## 校史
1950年，臺灣省議員黃堯、何傳質詢臺灣省主席吳國楨時，建議高雄市應開辦師範學校，尤其應注重女子師資培育，吳國楨應允。
1954年，臺灣省政府成立臺灣省立高雄女子師範學校。
1967年，臺灣省立高雄女子師範學校停止招生。留下兩屆的學生繼續就讀至畢業。原校地改設創立臺灣省立高雄師範學院，招男女學生，設有國文學系、英語學系、數學系。
1980年，改隸為「國立」，由教育部管轄，更名為國立高雄師範學院。
1989年，改名國立高雄師範大學，設有「教育學院」、人文教育學院與科學教育學院。工業教育學系復名工藝教育學系。增設教育學系博士班。增設英語教育研究所。
1999年，高雄師範大學第二校區：燕巢校區啟用。
2022年，原採隔年招生之國民小學教育學程，自111學年度起改為每年招生。

## 校園環境

### 和平校區
位於高雄市苓雅區，鄰近高雄文化中心以及捷運文化中心站、高雄環狀輕軌衛生局站。佔地13.50公頃，與高師附中校地面積加總約為15.3公頃。
建築包含行政大樓、圖書館、綜合大樓、活動中心、體育館、游泳池以及三棟教學大樓、五棟宿舍。

### 燕巢校區

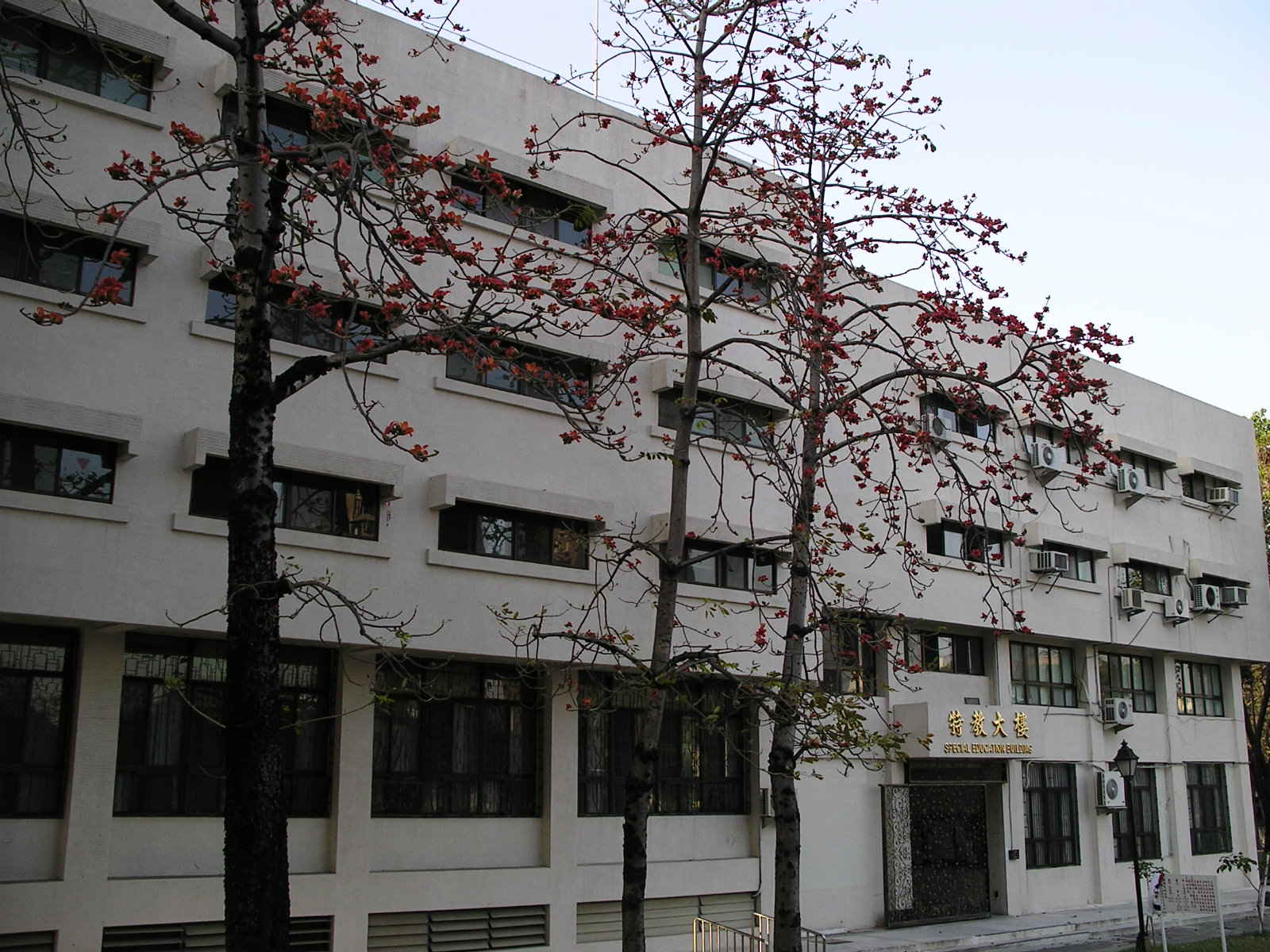
高師大特教系館外觀

位於高雄市燕巢區，為燕巢大學城計畫的一環。鄰近國立高雄科技大學燕巢校區、深水國小以及烏山頂泥火山自然保留區。佔地50.66公頃，四面環山，擁有許多湖泊。
建築包含寰宇大樓、圖資大樓、歸燕食巢（學生餐廳）、飛燕蘭亭（綜合場館）、文萃樓（燕巢校區招待所）以及五棟教學大樓、三棟宿舍。

## 教學單位

### 和平校區
| 教育學院 | 教育學系（含碩士班、博士班、學校行政碩士班、課程與教學碩士班、生命教育碩士在職專班） | 特殊教育學系 特殊教育碩士班身心障礙組 特殊教育碩士班資賦優異組 聽力與語言治療碩士班語言治療組 聽力與語言治療碩士班聽力學組 博士班身心障礙組 博士班資賦優異組 博士班溝通障礙組 |
| 教育學院 | 體育學系（含碩士班、碩士在職專班）                                                   | 成人教育研究所（含碩士班、博士班、組織發展與領導碩士學位在職進修專班） |
| 教育學院 | 性別教育博士學位學程                                                                 | 諮商心理與復健諮商研究所（含碩士班、博士班） |
| 教育學院 | 性別教育研究所（碩士班）                                                             | 運動競技與產業學士原住民專班 |

| 文學院 | 國文學系（含碩士班、博士班、中國文學教學碩士班） | 英語學系（含碩士班、博士班、教學碩士班、應用英語碩士班） |
| 文學院 | 地理學系（含碩士班、博士班）                     | 語言與文化學士原住民專班                                 |
| 文學院 | 華語文教學研究所（含碩士班、夜間碩士專班）       | 臺灣歷史文化及語言研究所（碩士班、碩士學位在職進修專班） |
| 文學院 | 經學研究所（含碩士班、碩士在職專班）             | 客家文化研究所（碩士班）                                 |
| 文學院 | 東南亞學碩士在職學位學程                         | 華語文教學博士學位學程                                   |

| 藝術學院 | 音樂學系（含碩士班、碩士在職專班）             | 美術學系（含碩士班、碩士在職專班、美術教學碩士班） |
| 藝術學院 | 視覺設計學系（含碩士班、視覺設計碩士在職專班） | 跨領域藝術研究所（碩士班）                         |
| 藝術學院 | 表演藝術碩士在職學位學程                       | 藝術產業學士原住民專班                             |

| 管理學院 | 事業經營學系（含碩士班、碩士在職專班） | 人力與知識管理研究所（含碩士班、碩士在職專班） |

| 師資培育與就業輔導處 |
| -------------------- |

| 通識教育中心 |
| ------------ |

| 語文教學中心 |
| ------------ |

### 燕巢校區
| 理學院 | 數學系（含碩士班、教學碩士班） 數學組 應用數學組 | 化學系（含碩士班、碩士在職專班） |
| 理學院 | 物理學系（含碩士班、博士班）                     | 生物科技學系（含碩士班）         |
| 理學院 | 科學教育與環境教育研究所（碩士班、博士班）       | 環境與創意產業碩士在職學位學程   |

| 科技學院 | 工業科技教育學系（含碩士班、博士班） 科技教育與訓練組 能源與冷凍空調組 | 工業設計學系（含碩士班）         |
| 科技學院 | 電機工程學系（含碩士班）                                               | 電子工程學系（含碩士班）         |
| 科技學院 | 軟體工程與管理學系（含碩士班工程組、管理組、教育組）                   | 電機科技碩士在職學位學程         |
| 科技學院 | 工程國際碩士學程                                                       | 文化創意設計碩士學位學程在職專班 |

## 研究及服務中心
| 研究及服務中心 | 文化創意設計產學中心                 | 特殊教育中心                         |
| 研究及服務中心 | 學生輔導中心                         | 成人教育研究中心                     |
| 研究及服務中心 | 財團法人電信技術中心無線通訊測試場所 | 環境檢驗中心                         |
| 研究及服務中心 | 科學教育中心                         | 南區大專校院學生輔導工作協調諮詢中心 |
| 研究及服務中心 | 永齡教學認證中心                     | 原住民族學生資源中心                 |
| 研究及服務中心 | 高級中等學校評鑑中心                 | 創新育成中心                         |

## 國內策略聯盟學校

### 與大專院校（普通大學及技職院校）策略聯盟
| - 雲嘉南區 - 國立嘉義大學 - 國立中正大學 - 國立臺南大學 - 國立臺南藝術大學 - 稻江科技暨管理學院 - 嘉南藥理大學 - 台南應用科技大學 - 遠東科技大學 - 長榮大學 - 台灣首府大學 - 南華大學 - 南榮科技大學 - 南臺科技大學 | - 高屏區 - 國立中山大學 - 高雄醫學大學 - 國立高雄大學 - 義守大學 - 正修科技大學 - 文藻外語大學 - 輔英科技大學 - 樹德科技大學 - 國立高雄海洋科技大學 - 國立高雄應用科技大學 - 國立高雄餐旅大學 - 國立屏東大學 - 國立屏東科技大學 - 空軍航空技術學院 - 慈惠醫護管理專科學校 - 美和科技大學 - 大仁科技大學 - 高苑科技大學 - 宜花東區 - 國立宜蘭大學 - 國立臺東大學 - 澎金馬區 - 國立澎湖科技大學 |

## 外部連結
- 國立高雄師範大學 （页面存档备份，存于）
- YouTube上的國立高雄師範大學NKNU頻道